# Абдулла-ахун
Абдулла-ахун — башкирская народная песня. Наряду с другими песнями в 2020 году получила патент.

## История
Абдулла-ахун («Абдулла ахун») — песня с плавной мелодией в стиле халмак‑кюй с припевом в ритме марша.
Первая запись песни сделана в 30‑е годы XX века от исполнителя А. Курбангалина в деревне Туйгун Ялан‑Катайского района Челябинской области СССР.
А. С. Ключарёв первым опубликовал песню в сборнике «Татарские народные песни», изданном в 1941 году в Казани. Песня посвящена религиозному деятелю, ахуну, кантонному начальнику Абдулле Давлетшину (1813—1883).
В песне осуждаются поступки Абдуллы Давлетшина, сменившего род своей деятельности с религиозной на светскую.

## Исполнители
Исполнителями песни были певцы А. С. Шаймуратова, Г. З. Сулейманов. Обработку песни для голоса и фортепиано осуществил композитор Х. Ф. Ахметов.